# Bart Vanneste
Bart Vanneste (Menen, 10 april 1970) is een Vlaamse komiek. Hij kent vooral succes in stand-upcomedy met zijn typetje Freddy De Vadder.

## Biografie
Vanneste groeide op in Rekkem, een deelgemeente van Menen. Vervolgens studeerde hij in Leuven politieke en sociale wetenschappen.
Halverwege de jaren negentig was Bart Vanneste voor het eerst in heel Vlaanderen te horen in het humoristische radioprogramma Studio Kafka, een programma van Kamagurka op Studio Brussel. Daar werkte hij mee aan de rubrieken "De avonturen van de Here Jezus" en "Frank & Frank".
Later was hij samen met Gunter Lamoot DJ Learn-out & MC Haus-Spy, in het programma Club Brussel, stalkers van radiopresentatrice Chantal Pattyn.

### Freddy De Vadder
Op het einde van de jaren negentig bracht hij in het luisterspel Microkosmos op Studio Brussel het personage Freddy De Vadder. Met dit personage zou hij grotere bekendheid verwerven. Freddy De Vadder is een marginaal, rock-and-roll, kettingrokend personage. Freddy is afkomstig uit de marginale buurten van de stad Menen in West-Vlaanderen, de provincie waar Vanneste ook van afkomstig is. De Vadder valt dan ook op door zijn zwaar West-Vlaams dialect en platte groteske taal. Tussen zijn marginale anekdotes door relativeert hij echter uiteindelijk.
Met dit typetje ging Bart Vanneste na een tijdje solo. Het eerste podiumprogramma van Freddy De Vadder was Wa sta 'k ik ier eigenlik te doen?, waarmee hij in 2001 Humo's Comedy Cup won. De opvolger was het programma Goe Marchandizze!.
Hij ging als Freddy De Vadder ook optreden in een rockband, De Bende van Miènde (De Bende van Menen), een band die covers speelt van rockklassiekers, maar met eigen groteske, West-Vlaamse teksten, typisch voor De Vadder. De groep speelt live-hits zoals De flikn zin min moatn en Allez Gow Zeg'.

### Aldi
In 2008 kwam hij in conflict met winkelketen Aldi. Voor zijn show Icoon had hij namelijk gebruikgemaakt van een logo dat ontegenzeggelijk op het logo van Aldi was geënt. Het management van Aldi eiste dat De Vadder dit logo niet meer gebruikte. Vanneste liet de kans niet schieten om de hele affaire in het belachelijke te trekken door een benefiet te organiseren (Freddy's Lust for Life) ten voordele van zichzelf, zogezegd om zijn advocaat te betalen. Dit benefietconcert vond plaats in Gent en was een groot succes. Onder meer Luc De Vos, Alex Agnew, Flip Kowlier, Gunter Lamoot en Wim Helsen waren van de partij. Hoe het debacle met Aldi (Freddy zelf gebruikt Dunaldi Holding N.V als parodie) uiteindelijk is uitgedraaid, is niet bekend.

### Bevergem
De absurd-komische miniserie Bevergem kwam in 2015 voor het eerst op (Canvas). Hierin speelt Freddy De Vadder de hoofdrol. Bart was een van de drijvende krachten achter deze serie.

## Radio en televisie
- Studio Kafka (Studio Brussel) met Kamagurka, Piet De Praitere en Gunter Lamoot
- Microkosmos (Studio Brussel) met o.a. Henk Rijckaert, Gunter Lamoot, Iwein Segers
- Witse (Eén), Seizoen 5, Het meisje, tweede aflevering seizoen
- Bevergem (Canvas)
- Aspe (VTM), seizoen 4, aflevering 9: het afscheid deel 1

## Citaten
- "Iedereen heeft slechte gedachten, alleen kan het Freddy geen zak schelen om die hardop uit te spreken,"
- "Ik wil geen typetjes brengen zoals Chris Van den Durpel en Walter Baele dat doen: een typetje als Snelle Eddy is uiteraard fantastisch gespeeld maar ik zie er geen mens van vlees en bloed in."
- "Humor moet baldadig zijn. Comedy vertrekt vanuit de drang om aan te vechten wat iedereen als normaal is gaan beschouwen."
- "Mo gow zeg, kiszakken."
- "Wuk"
- "Machtig"
- "Baffe, recht jin ip zyn mulle"
- "Ey gie doar mè jen dom tshirtje, ge moe nie te fel doen wi, ge goat toch gin prente bin doen vanaved"
- "Ik ee echt vree dikke pisse. En vééle, vééle dat dat is"
- "Mi prente"
- "Kga toch kjeer meugn stoppn me smoorn. Maja kanne niet, ti vo mi werk"
- "Paki's, machtige gastn vinkik da"
- "Ik en da gern da mi prente pist in min mulle"
- "Wuven en de koarte lezen? t deurt verzeker tien minutn tegen da ze de boovnkant vien"
- "Wuk? Ti moar een prente wi"